# Kühtaisattel
De Kühtaisattel is een 2017 meter hoge bergpas in de Stubaier Alpen in de Oostenrijkse deelstaat Tirol die een verbinding vormt tussen Oetz in het Ötztal en Innsbruck in het Oberinntal. De pashoogte ligt bij Kühtai, een bekend wintersportoord in de gemeente Silz.
De pasweg (bestaande uit de Landesstraßen L237 en L13) begint bij Oetz en kent in het begin een sterke stijging (16-18%) met veel haarspeldbochten. Daarna voert de weg door donker bos naar Ochsengarten, waar ook de naar het Inndal voerende weg over de Silzer Sattel begint. De daadwerkelijke pashoogte, enkele kilometers verder, wordt gekenmerkt door een hooggebergtelandschap met enkele stuwmeren. De weg naar boven vanuit Kematen bij Innsbruck, via Sellrain en Sankt Sigmund im Sellrain, kent nauwelijks bochten en de stijging in het Sellraintal is veel minder dan aan de zijde van Oetz. Wel zijn er nabij Kühtai veel galerijen om de pasweg te beschermen tegen steenslag.
De 48 kilometer lange pasweg over de Kühtaisattel is indien de omstandigheden het toelaten het gehele jaar berijdbaar.
Arlberg · Bielerhöhe · Brenner · Fern · Flexen · Gerlos · Großglockner · Hahntennjoch · Katschberg · Kühtai · Pfitscherjoch · Plöcken · Radstädter Tauern · Reschen · Seefeld · Sölk · Staller Sattel · Timmelsjoch · Triebener Tauern · Turracherhöhe · Zeinis